# 興教寺 (西安市)
興教寺（こうきょうじ、中国語:護國興敎寺）は、中華人民共和国陝西省西安市の南郊20kmの長安区少陵原にある仏教寺院である。中国に仏教を伝来した玄奘三蔵が死んだ際に、唐の三代皇帝高宗によって建立された。当時の唐の仏教全ての総本山にあたる。

## 概要
玄奘三蔵の遺骨を保存する五層の舎利塔が寺内にある。その外、玄奘の弟子の基（窺基）、円測の舎利塔もある。
創建は669年（総章2年）で、玄奘の遺骨を葬るために建てられた。664年（麟徳元年）に葬られた東郊の白鹿原から樊川の風栖原に改葬したのが、当寺である。唐朝の樊川八大寺院の1つ(首座)である。唐末黄巣の乱の際に舎利塔が破壊され、玄奘の遺骨（或いは唯だ頂骨のみという）は行方知れずとなった。
舎利塔は再び唐朝の建築によって再建されたが、清朝の同治年間に被災し、中華民国時代に修復された。文化大革命時は宗教活動は停止させられたものの、建築物の被害はなかった。これは周恩来の指示によるものとされる。
玄奘及びその弟子たちの3つの舎利塔は、シルクロードを使ってインド・西域と中国の交流を行った人物の遺跡であるため、2014年にシルクロード：長安-天山回廊の交易路網の構成資産のひとつとして世界文化遺産に登録された。
玄奘三蔵が持ち帰った貝葉経が中国の国宝として保管されている。

## アクセス
西安地下鉄2号線、航天城駅で下車。駅のすぐ上にある「東長安路西口」バス停で917路バスに乗り約30分の「興教寺」バス停下車後徒歩10分。入場無料。